# Point Place
Point Place es una pequeña ciudad suburbana y ficticia en Wisconsin cerca de Green Bay, donde se lleva a cabo la sitcom "That '70s Show" & "That '90s Show".

## Ubicación
Aunque la ubicación de Point Place, Wisconsin, no se fija en el programa propiamente dicho, el "FAQ" en el programa oficial dice: "Point Place es un suburbio ficticio de Green Bay, Wisconsin. Esta es la razón por la que muchos Wisconsinites pueden reconocer nombres de pueblos cercanos como Kenosha. Esto parece contradecir directamente con información concreta en varios episodios, como un episodio ( "The Velvet cuerda") en el que es posible conducir a una fiesta en Chicago en el curso de un pocas horas, y en otro Kelso afirma que Chicago se encuentra unas dos horas en coche desde Point Place. En el transcurso de la serie muchas empresas locales eventos estaban localizadas o están teniendo lugar en Kenosha (Kenosha está situada a 155 millas, o 249 kilómetros, de Green Bay). Con que el nombre del pueblo fue elegido porque el cocreador Bonnie Turner es de Toledo, Ohio, donde hay una sección de la ciudad que se llama Point Place.

## Historia
En el transcurso de la serie, Point Place es representado como la transición de un pequeño pueblo industrial, y los suburbios de la ciudad en una ciudad cada vez más fuerte durante la recesión económica de finales de la década de 1970. Durante el período comprendido entre 1976 y 1979, las pequeñas empresas se ven obligadas a cerrar a causa del agresivo avanzar de las tiendas en cadena y del "apretón de cinturón" tras el cierre de fábricas debido a la caída en la demanda de los consumidores. Entre otros se incluyen en la serie el cierre de la planta de fabricación de piezas de automóviles (donde Red Forman, fue un supervisor), una tienda de electrodomésticos y electrónica (de propiedad y operado por Bob Pinciotti), la Foto Hut cadena (propiedad de Leo Chingkwake) y el Forman & Son silenciador y taller de reparación de automóviles (se construyó en un antiguo local de negocio silenciador). En su lugar, las grandes cadenas de almacenes como Precio Mart y Silenciador Master (que ha comprado los negocios Forman & Son) y se trasladó en abierto. La octava y última temporada representa un sutil cambio en esta tendencia, con el padre de Hyde, William Barnett, propiedad de la cadena de música Grooves, que se venden y cierran, con el último local convertido en el almacén de propiedad privada de su hijo, Steven Hyde
.
El pueblo es representado como un lugar un poco pobre. No es un lugar querido por la mayoría de los personajes; aunque parece que Jackie lo ve como París, Francia, la mayoría de los otros personajes la ven como una "crappy ciudad", o "agujero de mierda".
La señal de bienvenida al pueblo dice, según Eric, "Bienvenidos a Point Place. No salgas con Kelso". 

## Yooper
Yooper es el dialecto de los ciudadanos de Point Place y de los protagonistas de That '70s Show

## Puntos de interés

### La Planta Auto Parts
El lugar donde Red trabaja durante el inicio de la serie, pero más tarde le despidieron.

### La Residencia Forman
Donde tienen lugar la mayor parte de las escenas de la serie, en particular el sótano. Es el hogar de Red, Kitty, Eric y Laurie. La mayoría de los principales miembros del reparto se han quedado con los Forman al menos una vez. Hyde fue adoptado de forma permanente cuando su madre dejó la ciudad. Fez se quedó con ellos mientras los servicios de Inmigración realizaban una investigación sobre él. Jackie se escondía en el sótano para quedarse con Hyde cuando su padre fue enviado a la cárcel y su madre estaba desaparecida. Donna pasaba en ocasiones la noche con Eric, e incluso Bob se instaló allí después de haber sido echado de su casa por Midge. Kelso pidió el cuarto de Laurie para permanecer allí con su hija Betsy para mantenerla a salvo de sus hermanos y perros. Algunos de los momentos más importante de la relación entre Eric y Donna tienen lugar en esta casa, como su primer beso sobre el capó del Vista Cruiser frente al garaje de los Forman.

### The Hub
Es un local al estilo de los 50' en el que los jóvenes de Point Place se reúnen a lo largo de la serie para charlar, hacer los deberes o cenar, siendo también uno de los principales puntos de encuentro con personajes secundarios como algunas de las parejas ocasionales de los personajes. A principios de la serie el local cuenta con un pequeño pinball que más tarde es sustituido por un Space Invaders.

### La Torre del Agua
Ha sido objeto de actos de vandalismo en repetidas ocasiones por la banda, como la de que hizo Kelso poniendo 'Michael + Jackie y en el mismo momento la que hizo Fez, dibujando un testículo .
Cuando alguien se cae la torre, es un gag. 
Cada uno de los principales personajes masculino a excepción de Randy Pearson, Bob Pinciotti y Red se ha caído de la torre en algún momento durante la serie, en el caso de Kelso varias veces. Charlie Richardson es la única persona que ha muerto en la caída de la torre de agua (desde su muerte, la Torre fue rebautizado como Torre en Memoria de Charlie Richardson). Los de la banda rara vez terminan en el hospital tras la caída, aunque la mayoría de las veces salen con arañazos y hematomas (Una vez Kelso señaló  "Soy invencible!" tras caer de la torre poco después de la muerte de Charlie). La torre fue también el sitio donde Eric y Donna se comprometieron. En el último episodio, Fez, Hyde y Kelso deciden saltar juntos como una manera de poner fin a los años 70 (Aunque Kelso es el único en saltar). Kelso afirma haber caído de la torre de agua en cada grado (como Hyde dijo, "un registro que se mantendrá hasta que su hijo vaya a la escuela".

### Fotohut
Se encuentra en una pequeña choza en una tienda de un aparcamiento. La tienda fue dirigida por Leo el hippie con la ayuda de Steven Hyde. Leo afirmó poseer algo más a parte de la tienda, pero olvidó dónde. Cuando Leo desapareció, Hyde, Kelso, Fez y Jackie descubrieron que todo en la tienda había desaparecido también.

### Grooves
Abrió sus puertas en la década de 1970 como parte de la invasión de cadenas de tiendas en Point Place, anteriormente escenario de negocios de propiedad local. Era propiedad del padre biológico de Hyde, William "BM" Barnett, que vendió la cadena y le dio la última tienda a Hyde. Al final de la serie, esta tienda es dirigida por Hyde con la ayuda de Randy y Leo.

### Forman e Hijo tienda de silenciadores
Red Forman silenciador tienda abrió en la séptima temporada. El nombre de la tienda es irónico, ya que Eric nunca trabajó allí, aunque Red hizo una oferta de empleo a Hyde. La tienda es cerrada en la octava temporada cuando Red la vende a una gran cadena de silenciador y se retira.

### Tienda de Bob
Bob Pinciotti cuenta con una tienda de electrodomésticos que se ve durante las tres primeras temporadas. Es aparentemente la única tienda abierta en Nochebuena. Cuando Precio-Mart llega a Point Place, Bob no puede competir con ellos y se ve obligado a cerrar la tienda.

### Precio-Mart
Es el único centro comercial similar a la de Wal-Mart.Tanto Red como Eric trabajan aquí desde la segunda hasta la quinta temporada; Red como un asistente de gerente y Eric como chico de almacén. Eric es despedido por Red cuando se entera de que está prometido con Donna, y Red deja la tienda tras sufrir un ataque al corazón en la quinta temporada.

### WFPPz
Una pequeña cadena de radio especializada en 1970 música pop y Hard rock. Donna trabajó allí durante la mayor parte de la serie como un interno y más tarde como DJ a tiempo completo. Su apodo en el aire es "Hot Donna".

### La Iglesia de Point Place
Una iglesia sin nombre a la que asistieron los Forman. La denominación no se ha establecido; no tiene sacerdotes y no aparenta contar con iconografía Católica.

### La biblioteca
Una biblioteca sin nombre en Point Place. Brooke, la secretaria, quedó embarazada de Kelso en un concierto. Los miembros masculinos de la banda veían esta biblioteca como un lugar donde beber cerveza en su pared exterior. La biblioteca tiene periódicos, así como cada tomo de la Playboy desde que comenzó la publicación.

### Fatso Burger
Un restaurante de comida rápida donde Eric tuvo su primer trabajo, pero lo abandonó debido a la gran demanda de su tiempo. Tanto Red como Kitty fueron allí en sus primeras citas. Fatso el Payaso es robado por la banda en la octava temporada y es destruido (accidentalmente) por Fez. El restaurante fue una vez propiedad de Jack Burkhart, antes de que fuera a la cárcel por soborno.

### The Secondary School Point Place
La escuela secundaria de la ciudad. Todos los personajes de la banda asistieron los cuatro años aquí (excepto Donna y presumiblemente Fez). El equipo tiene el nombre de vikingos. 

### Nuestra Señora de la Perpetua Tristeza
Una invisible escuela católica donde asistió a la escuela secundaria Donna en su último año, situada a 15 kilómetros de la casa de Eric.

### Old Maine
Una escuela primaria a la que asistió toda la banda excepto Fez, hasta que fue incendiada seguramente por Hyde, aunque este afirma haber estado fuera de la ciudad durante esa semana. El grupo visitó los restos una vez en Halloween.

### Funland
Un parque de atracciones a 12 millas de la casa de Eric. El grupo trató de animar a Eric llevándolo al parque tras su ruptura con Donna, pero no consiguieron levantarlo de la cama ya que estaba muy deprimido. Parece que Kelso siempre se pierde aquí, porque "hay diversión en cada esquina".

### La Reserva
Una popular lugar para acampar o ir de pícnic con los amigos. En una ocasión en la que decidieron bañarse en el río desnudos les roban la ropa, obligándoles a a volver desnudos.

### War Memorial Auditorio
Un estadio construido principalmente para conciertos. Los amigos vieron a Ted Nugent una vez aquí.

### El Monte Picadero
Una montaña popular como un destino para tener sexo. Donna y Eric pensaron en celebrar aquí boda aquí, cuando accidentalmente destruyeron la camioneta Kelso tras olvidar poner los frenos.

### El lago
Un lago cerca de Point Place donde el grupo de amigos acampó una vez y donde se produjeron numerosos incidentes. Al parecer, la policía comenzó el rumor de que había una bruja en el lago, tal vez para poner fin a las visitas adolescentes en este lugar.

### La Sleepytime Lodge
El motel "tres pukeholes" desde el Hub.

### Motel La Luz de las Estrellas
El motel donde Red y Kitty se fueron en su noche de bodas y en su aniversario 25 años después.

### El Salón del Automóvil de Point Place
A Red le encanta ir allí para ver los coches o jactarse de su Corvette (que vendió poco después). 

### The Viking's Lounge
Este es el lugar donde los hombres de edad avanzada, incluido Red (y, en dos ocasiones, Steven Hyde) pasan el rato y se esconden de sus esposas. También es conocido por tener un sauna, donde Hyde se encuentra incómodo rodeado de los viejos amigos de Red.

### Una casa que debe ser pintada
Una casa con un mal trabajo de pintura que actúa como lo más parecido a un gueto en Point Place.

### El sótano
El sótano de los Forman es el lugar más frecuentado por la banda en la serie, donde ven la tele, montan fiestas y donde el recurrente "círculo" se suele formar. Cuando Hyde es acogido por los Forman, se instala en una pequeña habitación situada bajo las escaleras de este sótano.

### Holiday Hotel
Un hotel en Point Place donde Hyde se reúne con Roy Keene, su ex "Big Brother", y toma un empleo como trabajador de la cocina bajo la supervisión de Roy. Es aquí donde Kelso se involucra con la Academia de Policía de Point Place durante la feria de trabajo y en la que toma un trabajo junto a Hyde en el hotel. Eric necesita ganar dinero para mantener a su familia y casarse con Donna, y gana el título de camarero en una competición contra Kelso. Convenciones de enfermeras y bodas se suelen celebrar en el Holiday Hotel.

### Point Place Shopping Mall
Es un centro comercial que cuenta con numerosas tiendas, tales como "El Palacio de Quesos" donde Jackie tuvo su primer trabajo como chica del queso. La tienda de ropa Halverson es donde Kelso consigue trabajo de modelo. La joyería es donde se introduce al personaje Fenton, y se menciona que él trabajaba en la tienda de lencería posteriormente. También hay una tienda nupcial donde Jackie va cada semana para probarse vestidos de novia. El centro comercial es uno de los lugares preferidos de Jackie.

### Le Motel
Un motel francés donde se cree que Donna y Casey van a hacerlo. 

### Point Place Hospital
Hospital de la ciudad, donde algunos de los principales personajes son enviados en diversas ocasiones. Kelso es enviado allí después de una reacción alérgica a los huevos (bebe huevos crudos para tratar de impresionar a Jackie). Hyde es enviado accidentalmente después de ser empujado fuera de la torre de agua por Donna. Red es enviado después de su ataque al corazón al final de la temporada 5. Leo es enviado allí después de un accidente de coche. Es de suponer que Burt (el padre de Kitty) muere allí. Kitty Forman, en el inicio de la serie, trabaja en el hospital como enfermera, y luego lo deja. Pronto desea volver y trabaja allí durante el resto de la serie. Eric va a trabajar con ella en el episodio "Día de Carrera".

### Academia de Policía de Point Place
La academia para los nuevos reclutas de la Policía de Point Place. Kelso asistió aquí para convertirse en policía, aunque temporalmente fue trasladado a una academia en Evanston, Illinois después de haber quemado accidentalmente la academia durante la práctica con pistolas de bengalas.

### Putt-Putt
Un mini-campo de golf en el que trabajó el personaje secundario Mitch.